# Gaetano Ardizzoni
Gaetano Ardizzoni (Catania, 20 aprile 1836 – Catania, 27 dicembre 1924) è stato un poeta e scrittore italiano.

## Biografia
Poeta, letterato e patriota, prese parte alle manifestazioni civili della città. 
Fu amico di Giovanni Verga, di Mario Rapisardi, di poeti e uomini illustri, fu tra i più attivi sostenitori del ritorno a Catania della salma di Vincenzo Bellini, e fece parte della Commissione incaricata di prenderla in consegna, a Parigi. 
In quella occasione fece porre una targa coi suoi versi sulla tomba vuota di Bellini e, il 23 settembre 1876, tenne un discorso sul Bellini al Palazzo Municipale sui progressi delle arti, e delle influenze che l'opera del compositore catanese esercitò sul teatro lirico moderno.
Ardizzoni fece parte di istituzioni letterarie e umanitarie. 
Fu antologizzato in  Poesie moderne, 1815-1887 di Raffaello Barbiera e in Poeti siciliani del secolo XIX: raccolta, ordinata e preceduta da un proemio di Francesco Guardione .

## Opere
- Armonie popolari.
- Le rose bianche.
- Voci dell'anima.
- Maria.
- Sogni.

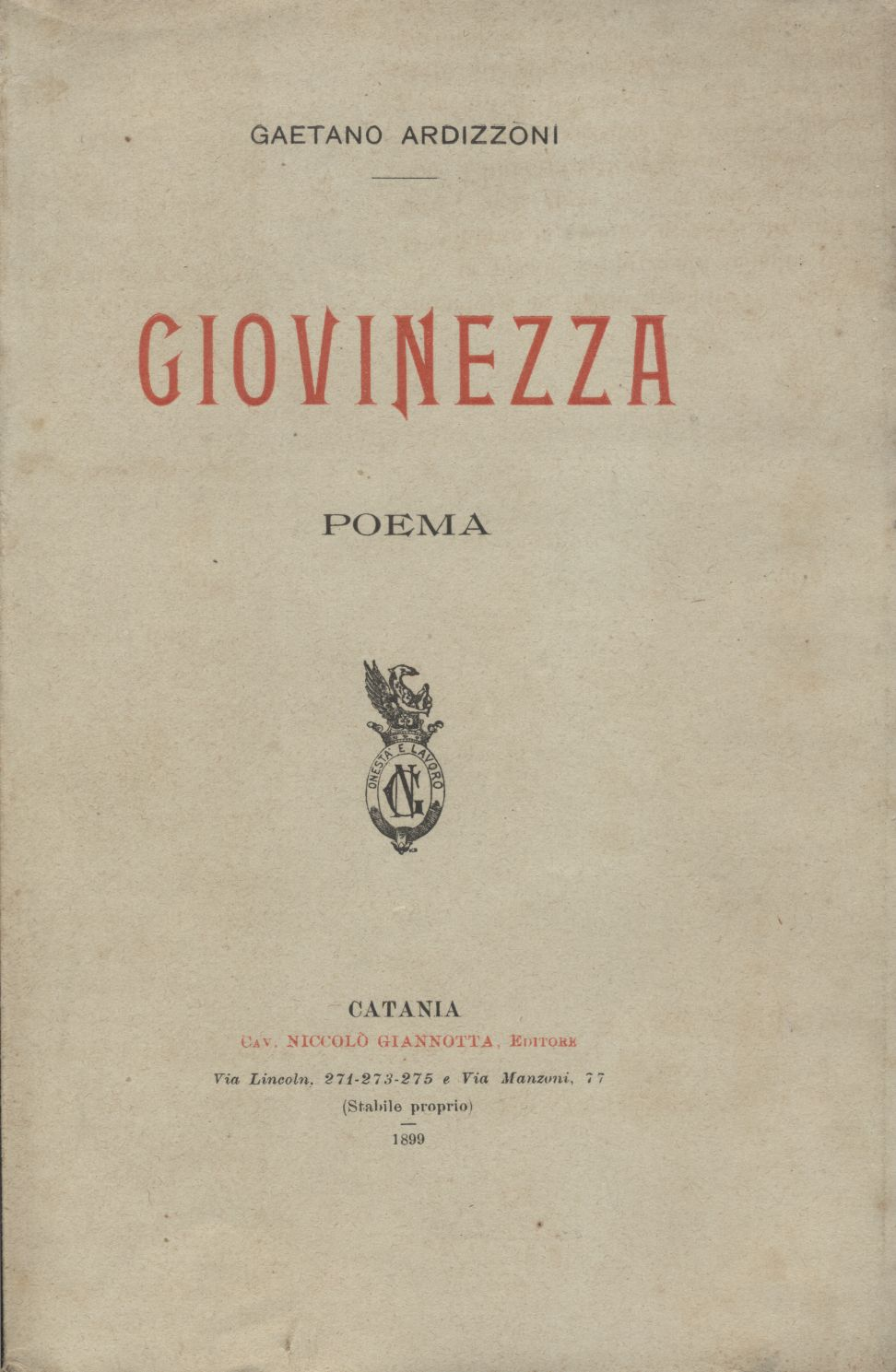
ed.1899

- Canti, Catania, Stab. tip. Galatola, 1866. Anche on line in Internet Archive
- Ore perdute. Versi, 1868-71, Catania, Tip. di C. Galatola, 1872.
- Parole su Vincenzo Bellini dette da Gaetano Ardizzoni nel palazzo municipale il dì 23 settembre 1876, Catania, Tip. di C. Galatola, 1876.
- Son soldato. poesia di G. Ardizzoni; [musica di] Carlo Bellini, Napoli, G. Maddaloni e F.co, [18..]